# Marie Sara
Marie Bourseiller (Boulogne-Billancourt, cerca de París, 27 de junio de 1964), más conocida por su nombre artístico Marie Sara, es una rejoneadora francesa. Es madre del novillero Lalo de María.

## Trayectoria como rejoneadora
Marie Sara nació en París el 27 de junio de 1964, en una familia dedicada al teatro y totalmente ajena al mundo de los toros.

En 1980, con 16 años, decidió mudarse a Nimes, donde entró en contacto con el mundo del rejoneo y, conoció a Simón Casas, quien posteriormente se convertiría en su apoderado.

En 1984 debutó como rejoneadora en la plaza de toros de Vinaroz (Castellón) y, después de torear profesionalmente varias temporadas, se presentó en la Monumental de Barcelona en una corrida en la que también intervino Enrique Ponce, Antonio Manuel Punta y César Pérez.

El 21 de septiembre de 1991 recibió en Nimes la alternativa apadrinada por la rejoneadora peruana Conchita Cintrón, cortando una oreja del toro de Fermín Bohóquez. La alternativa fue confirmada en Las Ventas el 23 de abril de 1994.  

Se retiró de los ruedos en 1999 y regresó en la temporada 2003 en Nimes, donde es muy apreciada. anunció su retirada definitiva del toreo al finalizar la temporada 2007, el 12 de octubre en Jaén, con 43 años. Posee una cuadra propia de caballos.

## Trayectoria política
Fue elegida como candidata del partido "La República en Marcha", de Emmanuel Macron, para la segunda circunscripción de Gard (perteneciente a la región de Occitania).

## Vida privada
Se casó en 1995 con el popular jugador de tenis Henri Leconte con el que tuvo una hija: Luna. Se separó diez años después. Contrajo nuevas nupcias con Christophe Lambert, conocido publicista francés.